# Viñeteado
El viñeteado o viñeteo es la aparición de bordes negros en las fotografías. Este efecto se produce en aquellas ocasiones en las que el campo de visión del objetivo se ve afectado por la interposición de elementos que afectan al ángulo de visión. 

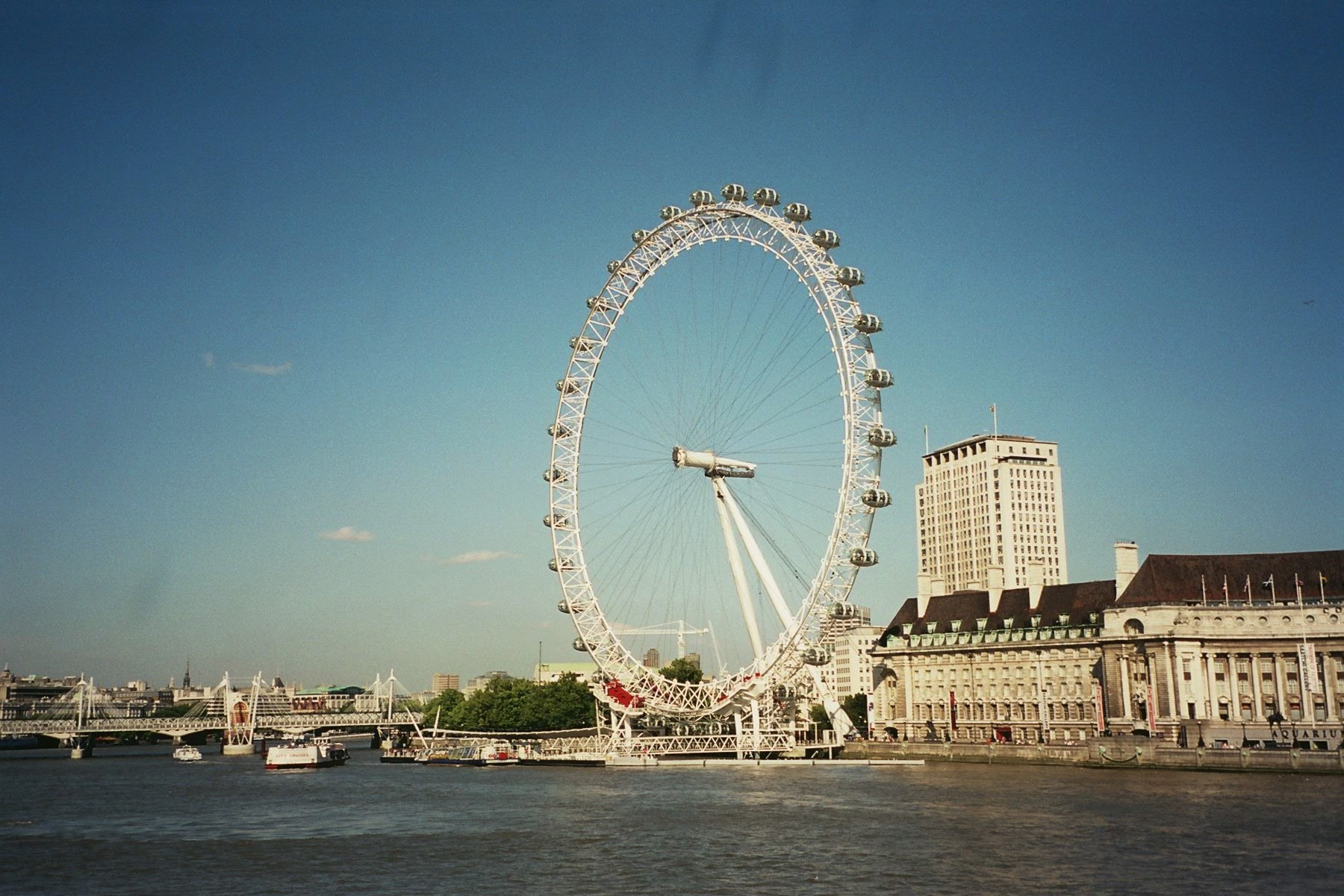
Fotografía con un viñeteado muy visible.

## Definición óptica
Viñeteo o viñeteado es el nombre que reciben las variaciones de iluminación y balance cromático con simetría radial causadas por la geometría de los sistemas ópticos (objetivos), traduciéndose en bordes más oscuros. El efecto se hace visible sobre todo en las esquinas de la imagen, con una pérdida casi total de información.

## En fotografía
En fotografía se denomina viñeteado a un efecto involuntario por el que las esquinas o los bordes de una fotografía quedan sombreados. Puede deberse a diversos factores:
- Viñeteado óptico es un oscurecimiento continuado desde el centro hasta los bordes de la imagen. El viñeteado es más pronunciado con el diafragma en su máxima apertura y puede evitarse cerrando el diafragma. Este tipo de viñeteado puede notarse al fotografiar una superficie homogénea con la misma luminosidad. Otra causa de la pérdida de información en las esquinas de la escena puede ser la construcción del objetivo y la disposición de las lentes con relación al ángulo de incidencia de la luz.

- Viñeteado mecánico es un oscurecimiento de las esquinas de la imagen, sin embargo, en comparación al viñetado óptico, es fácilmente visible. Se produce por el bloqueo de la luz producido por un parasol mal colocado, o por el uso de excesivos filtros o cuando el chasis o la parte metálica del filtro o portafiltros entra en el ángulo de visión del objetivo y sale en la fotografía.

## Aparición
Los objetivos tienen un determinado campo o ángulo de visión, las focales cortas o angulares (17-28 mm) permiten fotografiar en salas pequeñas (comedores, habitaciones...) mientras que las focales largas o teleobjetivos (80-200-300…) reducen la visión de campo lateral. Si utilizamos filtros delante de la óptica, el ángulo de visión se ve afectado.
El efecto de viñeteo es muy acusado en focales muy cortas (17-28 mm) y tanto más grave cuantos más filtros se utilicen, ya que estos pueden quedar retratados.
Para teleobjetivos, puede ser causado por una selección incorrecta del diafragmado, o bien por una mala calidad de la lente del objetivo.
Se suele considerar como un efecto negativo, pero también se puede usar de manera creativa para dotar a una fotografía de un aura especial, fundiendo en negro los bordes de la misma. Este efecto puede ser añadido en posproducción recurriendo a programas de edición de fotografía.
Las fotografías tomadas con cámaras lomográficas suelen mostrar, en mayor o menor grado, efecto de viñeteado, debido a la propia construcción de las mismas, considerándose como norma general un efecto deseado en este tipo de fotografía. Ver lomografía